# Tokat Belediye Plevne Spor Kulübü (pallavolo maschile)
Il Tokat Belediye Plevne Spor Kulübü è una società pallavolistica turca, con sede a Tokat: fa parte della società polisportiva Tokat Belediye Plevne Spor Kulübü.

## Storia
Il Tokat Belediye Plevne Spor Kulübü nasce nel 1994 e in appena sette anni raggiunge la massima divisione del campionato turco, dove milita ininterrottamente per nove annate, nel corso delle quali esordisce anche in una competizione europea, ossia la Coppa CEV 2003-04.
In seguito il club alterna promozioni e retrocessioni dalla massima serie fino al 2023, quando retrocede in Voleybol 1. Ligi, ma rinuncia all'iscrizione in serie cadetta, ripartendo dal settore giovanile.

## Palmarès
- BVA Cup: 1

2019